# William Douglas Young
Sir William Douglas Young, KCMG, KBE (* 27. Januar 1859; † 7. März 1943) war ein britischer Kolonialadministrator, der unter anderem zwischen 1915 und 1919 Gouverneur der Falklandinseln war.

## Leben
William Douglas Young war der Sohn des Kolonialadministrators William Alexander George Young (1827–1885), der zuletzt von 1884 bis zu seinem Tode 1885 Gouverneur der Kolonie Goldküste war. Er selbst besuchte die traditionsreiche, elitäre Charterhouse School und 1877 trat in den Dienst des Kolonialministeriums (Colonial Office). Er fand in folgenden Jahren zahlreiche Verwendungen im Kolonialverwaltungsdienst und wurde 1901 als Nachfolger von Geoffrey Peter St. Aubyn Kommissar der Turks- und Caicosinseln, die von 1874 bis 1959 Teil von Jamaika war. Er verblieb auf diesem Posten bis 1905 und wurde daraufhin von Frederick Henry Watkins abgelöst.
Young wiederum wurde 1905 Nachfolger von Henry Hesketh Bell als Administrator von Dominica und behielt diese Funktion bis 1913, woraufhin John Burdon zunächst kommissarischer Administrator sowie Edward Rawle Drayton 1914 neuer Administrator wurde. Für seine Verdienste wurde er 1907 zum Companion des Order of St Michael and St George (CMG) ernannt.
1914 übernahm Douglas Young von Edward John Cameron die Funktion des Administrators von St. Lucia und übte diese bis zu seiner Ablösung durch Gideon Oliphant-Murray 1915. Daraufhin wurde er wiederum am 15. Mai 1915 als Nachfolger von William Allardyce sowie einer kurzzeitigen kommissarischen Amtsführung von Claude Forlong Condell (2. April bis 15. Mai 1915) neuer Gouverneur der Falklandinseln. Er bekleidete diese Position bis Ende 1919, woraufhin John Middleton 1920 das Amt des Gouverneurs übernahm. Für seine Verdienste wurde er am 3. Juni 1919 als Knight Commander des Order of the British Empire (KBE) nobilitiert, wodurch er fortan den Namenszusatz „Sir“ trug.